# 세그라테
세그라테(이탈리아어: Segrate)는 이탈리아 북부 롬바르디아 지방의 밀라노 광역시에 위치한 코무네이다.
밀라노 동부 교외 지역에는 리나테 공항, Idroscalo 호수, Novegro의 박람회 센터, 유명한 주거 지역인 Milano Due (Milano2)가 있다. Europark Idroscalo Milano (원래 명칭: Lunapark Milano)는 1965년부터 존재해 온 인기 있는 놀이공원이다.
세그라테는 유럽에서 가장 진보된 슈퍼컴퓨팅 센터 중 하나인 CILEA Interuniversity Consortium나 San Raffaele 병원과 같은 대규모 시설물이 존재한다. 세그라테는 1989년 6월 23일 대통령령으로 시의 명예 칭호 (honorary title of city)를 받았다.

## 같이 보기
- 밀라노
- 밀라노 대학교 국제 의과 대학
- 밀라노 대도시권 (Milan metropolitan area)
- 밀라노 광역시 (Metropolitan City of Milan)
- 밀라노도 (Province of Milan)